# (300104) 2006 UP273
(300104) 2006 UP273 es un asteroide perteneciente al cinturón de asteroides, descubierto el 27 de octubre de 2006 por el equipo del Spacewatch desde el Observatorio Nacional de Kitt Peak, Arizona, Estados Unidos.

## Designación y nombre
Designado provisionalmente como 2006 UP273.

## Características orbitales
2006 UP273 está situado a una distancia media del Sol de 3,163 ua, pudiendo alejarse hasta 3,658 ua y acercarse hasta 2,669 ua. Su excentricidad es 0,156 y la inclinación orbital 6,924 grados. Emplea 2055,53 días en completar una órbita alrededor del Sol.

## Características físicas
La magnitud absoluta de 2006 UP273 es 16,3.